# Joule
Joule — щомісячний рецензований науковий журнал присвячений темі стійкої енергетики. Joule публікується видавництвом Cell Press, починаючи з 2017 року.

## Характеристика
Joule — це дочірній журнал Cell, є місцем для публікації для видатних і глибоких досліджень, аналізу та ідей, спрямованих на розв'язання ключової глобальної проблеми: потреби в більш стійкій енергії та енергетиці. Joule поєднує різноманітні дисципліни та науковців, хто досліджує та аналізує проблеми — наукові, технічні, економічні, політичні та соціальні — щодо забезпечення стійких енергетичних рішень. Joule охоплює різноманітні дослідження, від фундаментальних лабораторних досліджень перетворення та зберігання енергії до аналізу на глобальному рівні. Joule цілеспрямовано висвітлює та посилює наслідки, виклики та можливості нових досліджень енергії для різних груп, які працюють у всьому спектрі галузі.
Головний редактор — Філіп Еріс. Згідно з Journal Citation Reports, імпакт-фактор журналу на 2020 рік становить 41,248.